# 魚楽園

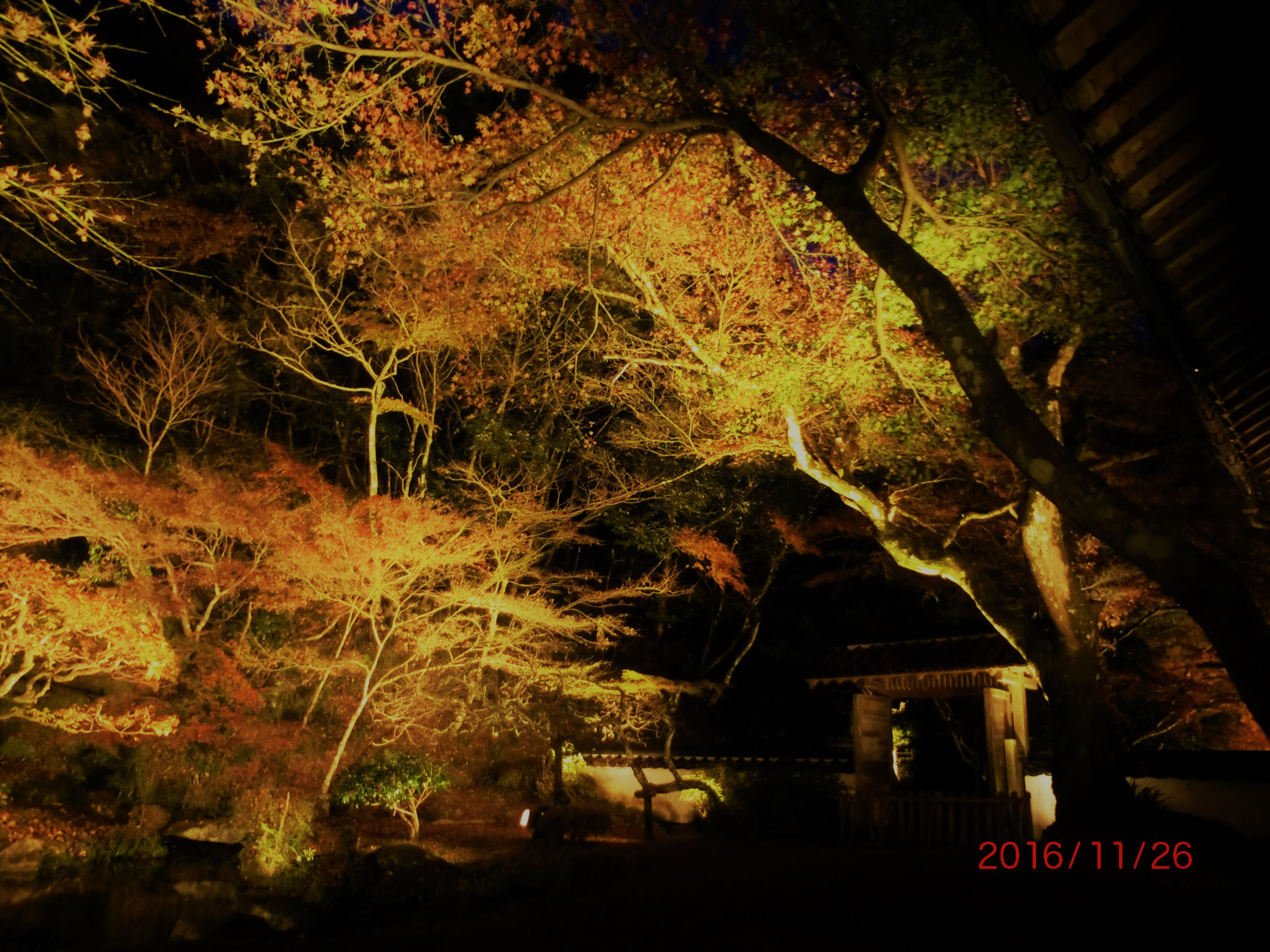
ライトアップされた魚楽園

魚楽園（ぎょらくえん）は、福岡県田川郡川崎町にある日本庭園。藤江家が管理していることから藤江氏魚楽園ともいう。雪舟が室町時代に築庭したといわれる名園で、国の名勝に指定されている。2022年7月現在、川崎町による園内の庭木剪定に対する県の補助金の不正受給事件の影響で閉園中である。

## 概要
魚楽園という名は江戸時代末の漢学者村上佛山が命名したもので、『詩経』の大雅篇の一文にある「魚楽しければ、人又楽し　人楽しければ、魚又楽し…」という一文から採ったものであるという。この庭園は当時の京都が応仁の乱で荒廃しており、戦乱から逃れてきた雪舟が、戦争を憂い、平和を願う心境を表したもので、平和への願いを込めた理想郷として築庭されたものである。雪舟は応仁の乱のほとぼりが冷めるまでこの田河郡（現在の田川郡）で2、3年暮らしていたといわれる。
自然の山を借景として、中心に池を掘り、水を配して三か所に石橋を架けている。その周りにツツジ、紅葉、ツバキなどを植え、四季折々の自然の変化を楽しめる趣向が凝らされている。
- 所在地：福岡県田川郡川崎町安真木
- 総面積：10632m2
- 形式：池泉回遊式
- 指定：国の名勝（1978年9月18日指定）

## 歴史
- 1470年代：雪舟により築庭される。
- 1862年（文久2年）：漢学者の村上佛山により「魚楽園」と命名される。
- 江戸時代：亀蜜の製造を始める。
- 1955年（昭和30年）：福岡県指定名勝に指定される。
- 1978年（昭和53年）9月18日：国指定名勝に指定される。
- 1980年（昭和55年）：株式会社亀蜜本社設立。園内で亀蜜製品の製造販売を開始。
- 1982年（昭和57年）：亀蜜が「すっぽん蜂蜜製品」として特許取得。
- 2015年（平成27年）9月：亀蜜製品の販売を目的とした株式会社亀蜜本社・亀草庵設立。園内にカフェ「亀草庵」開店。
- 2016年（平成28年）：亀蜜本社から亀蜜本社・亀草庵へ亀蜜製品の製造を移管。
- 2020年（令和2年）：園の管理が有限会社明代不動産へ移管される。カフェ「亀草庵」及び亀蜜製品の製造販売は、株式会社亀蜜本社・亀草庵が継続。
- 2021年（令和3年）6月16日：川崎町による園内の庭木剪定に対する県の補助金の不正受給が発覚。明代不動産は園を閉園させ、「全容が明らかになるまで魚楽園は開園しない」と表明。

## 交通アクセス
- JR九州日田彦山線豊前川崎駅からタクシーで12分（5.8km）
- 九州自動車道小倉南インターチェンジから33㎞。東九州自動車道行橋インターチェンジから27㎞。